# Majar Szarif
Majar Szarif, Mayar Sherif Ahmed Abdel-Aziz (arab. ميار شريف أحمد عبد العزيز, Mayār Sharīf; ur. 5 maja 1996 w Kairze) – egipska tenisistka, reprezentantka kraju w rozgrywkach Pucharu Billie Jean King.

## Kariera tenisowa
Podczas Igrzysk Afrykańskich w 2011 roku zdobyła trzy medale: brązowy w singlu, złoty w deblu oraz srebrny w rozgrywkach drużynowych. Jej partnerką podczas turnieju gry podwójnej i drużynowej była Madżi Aziz. Na Igrzyskach Afrykańskich 2019 zdobyła trzy złote medale – w grze pojedynczej, podwójnej i drużynowej.
W sezonie 2021 awansowała do finału zawodów w Klużu-Napoce zarówno w grze pojedynczej, jak i w grze podwójnej. W obu meczach mistrzowskim przegrała. We wrześniu zwyciężyła w zawodach singlowych cyklu WTA 125 w Karlsruhe.
W sezonie 2022 osiągnęła finał zawodów w Melbourne. Razem z Terezą Martincovą uległy Bernardzie Perze i Kateřinie Siniakovej 2:6, 7:6(7), 5–10. W kwietniu triumfowała w rozgrywkach singlowych cyklu WTA 125 w Marbelli, a w maju okazała się najlepsza w zawodach tej samej rangi w Karlsruhe w grze pojedynczej i podwójnej. W październiku w Parmie wygrała pierwszy turniej cyklu WTA Tour w karierze. W finałowym meczu pokonała Marię Sakari 7:5, 6:3. W listopadzie triumfowała w rozgrywkach WTA 125 w Colinie.

## Finały turniejów WTA
| Legenda                   | Legenda |
| ------------------------- | ------- |
| Wielki Szlem              |         |
| Igrzyska olimpijskie      |         |
| WTA Tour Championships    |         |
| od 2021                   |         |
| WTA 1000 (obowiązkowe)    |         |
| WTA 1000 (nieobowiązkowe) |         |
| WTA 500                   |         |
| WTA 250                   |         |
| WTA 125                   |         |

### Gra pojedyncza 3 (1–2)
| Końcowy wynik | Nr | Data                | Turniej     | Nawierzchnia | Przeciwniczka   | Wynik finału |
| ------------- | -- | ------------------- | ----------- | ------------ | --------------- | ------------ |
| Finalistka    | 1. | 8 sierpnia 2021     | Kluż-Napoka | Ceglana      | Andrea Petković | 1:6, 1:6     |
| Zwyciężczyni  | 1. | 1 października 2022 | Parma       | Ceglana      | Maria Sakari    | 7:5, 6:3     |
| Finalistka    | 2. | 25 maja 2024        | Rabat       | Ceglana      | Peyton Stearns  | 2:6, 1:6     |

### Gra podwójna 4 (2–2)
| Końcowy wynik | Nr | Data             | Turniej     | Nawierzchnia | Partnerka         | Przeciwniczki                         | Wynik finału      |
| ------------- | -- | ---------------- | ----------- | ------------ | ----------------- | ------------------------------------- | ----------------- |
| Finalistka    | 1. | 7 sierpnia 2021  | Kluż-Napoka | Ceglana      | Katarzyna Piter   | Nateła Dzałamidze Kaja Juvan          | 3:6, 4:6          |
| Finalistka    | 2. | 9 stycznia 2022  | Melbourne   | Twarda       | Tereza Martincová | Bernarda Pera Kateřina Siniaková      | 2:6, 7:6(7), 5–10 |
| Zwyciężczyni  | 1. | 15 września 2024 | Monastyr    | Twarda       | Anna Blinkowa     | Alina Korniejewa Anastasija Zacharowa | 2:6, 6:1, 10–8    |
| Zwyciężczyni  | 2. | 2 marca 2025     | Mérida      | Twarda       | Katarzyna Piter   | Anna Danilina Irina Chromaczowa       | 7:6(2), 7:5       |

## Finały turniejów WTA 125

### Gra pojedyncza 12 (8–4)
| Końcowy wynik | Nr | Data              | Turniej       | Nawierzchnia | Przeciwniczka             | Wynik finału     |
| ------------- | -- | ----------------- | ------------- | ------------ | ------------------------- | ---------------- |
| Zwyciężczyni  | 1. | 12 września 2021  | Karlsruhe     | Ceglana      | Martina Trevisan          | 6:3, 6:2         |
| Zwyciężczyni  | 2. | 3 kwietnia 2022   | Marbella      | Ceglana      | Tamara Korpatsch          | 7:6(1), 6:4      |
| Zwyciężczyni  | 3. | 15 maja 2022      | Karlsruhe     | Ceglana      | Bernarda Pera             | 6:2, 6:4         |
| Zwyciężczyni  | 4. | 13 listopada 2022 | Colina        | Ceglana      | Kateryna Baindl           | 3:6, 7:6(3), 7:5 |
| Zwyciężczyni  | 5. | 11 czerwca 2023   | Makarska      | Ceglana      | Jasmine Paolini           | 2:6, 7:6(6), 7:5 |
| Zwyciężczyni  | 6. | 18 czerwca 2023   | Walencja      | Ceglana      | Marina Bassols Ribera     | 6:3, 6:3         |
| Finalistka    | 1. | 5 maja 2024       | Lleida        | Ceglana      | Kateřina Siniaková        | 4:6, 6:3, 3:6    |
| Finalistka    | 2. | 18 maja 2024      | Parma         | Ceglana      | Anna Karolína Schmiedlová | 5:7, 6:2, 4:6    |
| Finalistka    | 3. | 9 czerwca 2024    | Makarska      | Ceglana      | Katie Volynets            | 6:3, 2:6, 1:6    |
| Finalistka    | 4. | 14 lipca 2024     | Contrexéville | Ceglana      | Lucia Bronzetti           | 4:6, 7:6(4), 5:7 |
| Zwyciężczyni  | 7. | 1 grudnia 2024    | Buenos Aires  | Ceglana      | Katarzyna Kawa            | 6:3, 4:6, 6:4    |
| Zwyciężczyni  | 8. | 17 maja 2025      | Parma         | Ceglana      | Victoria Mboko            | 6:4, 6:4         |

### Gra podwójna 6 (2–4)
| Końcowy wynik | Nr | Data              | Turniej      | Nawierzchnia | Partnerka       | Przeciwniczki                        | Wynik finału   |
| ------------- | -- | ----------------- | ------------ | ------------ | --------------- | ------------------------------------ | -------------- |
| Finalistka    | 1. | 12 września 2021  | Karlsruhe    | Ceglana      | Katarzyna Piter | Irina Bara Nateła Dzałamidze         | 3:6, 6:2, 7–10 |
| Zwyciężczyni  | 1. | 15 maja 2022      | Karlsruhe    | Ceglana      | Panna Udvardy   | Jana Sizikowa Alison Van Uytvanck    | 5:7, 6:4, 10–2 |
| Finalistka    | 2. | 13 listopada 2022 | Colina       | Ceglana      | Tamara Zidanšek | Jana Sizikowa Aldila Sutjiadi        | 1:6, 6:3, 7–10 |
| Finalistka    | 3. | 4 maja 2024       | Lleida       | Ceglana      | Katarzyna Piter | Nicole Melichar-Martinez Ellen Perez | 5:7, 2:6       |
| Zwyciężczyni  | 2. | 22 listopada 2024 | Colina       | Ceglana      | Nina Stojanović | Léolia Jeanjean Kristina Mladenovic  | walkower       |
| Finalistka    | 4. | 1 grudnia 2024    | Buenos Aires | Ceglana      | Laura Pigossi   | Maja Chwalińska Katarzyna Kawa       | 4:6, 6:3, 7–10 |

## Finały turniejów ITF
| turnieje z pulą nagród 100 000 $ (W100)  |
| turnieje z pulą nagród 75/80 000 $ (W80) |
| turnieje z pulą nagród 50/60 000 $ (W75) |
| turnieje z pulą nagród 40 000 $ (W50)    |
| turnieje z pulą nagród 25 000 $ (W35)    |
| turnieje z pulą nagród 15 000 $ (W15)    |
| turnieje z pulą nagród 10 000 $          |

### Gra pojedyncza 19 (10–9)
| Rezultat     |     | Data       | Turniej        | ($)      | Naw.    | Przeciwniczka          | Wynik            |
| Zwyciężczyni | 1.  | 27/01/2013 | Szarm el-Szejk | 10 000   | Twarda  | Aleksandrina Najdenowa | 6:2, 2:6, 6:1    |
| Finalistka   | 1.  | 15/09/2013 | Lleida         | 10 000   | Ceglana | Aliona Bolsova         | 6:0, 3:6, 2:6    |
| Finalistka   | 2.  | 10/11/2013 | Vinaròs        | 10 000   | Ceglana | Olga Sáez Larra        | 6:4, 5:7, 4:6    |
| Finalistka   | 3.  | 23/07/2017 | Szarm el-Szejk | 15 000   | Twarda  | Jacqueline Cabaj Awad  | 7:6(4), 5:7, 4:6 |
| Finalistka   | 4.  | 30/07/2017 | Szarm el-Szejk | 15 000   | Twarda  | Eleni Kordolaimi       | 4:6, 6:3, 2:6    |
| Zwyciężczyni | 2.  | 10/02/2019 | Szarm el-Szejk | 15 000   | Twarda  | Simona Waltert         | 6:4, 1:6, 6:3    |
| Zwyciężczyni | 3.  | 05/05/2019 | Kair           | 15 000   | Ceglana | Simona Waltert         | 6:2, 6:1         |
| Zwyciężczyni | 4.  | 02/06/2019 | Tabarka        | 15 000   | Ceglana | Barbara Gatica         | 6:4, 6:4         |
| Zwyciężczyni | 5.  | 09/06/2019 | Tabarka        | 15 000   | Ceglana | Nina Stadler           | 6:3, 6:2         |
| Zwyciężczyni | 6.  | 23/06/2019 | Madryt         | 25 000   | Twarda  | Eva Guerro Alvarez     | 6:2, 6:3         |
| Finalistka   | 5.  | 07/07/2019 | Biella         | 25 000   | Ceglana | Katarina Zawacka       | 1:6, 3:6         |
| Finalistka   | 6.  | 21/07/2019 | Baja           | 25 000   | Ceglana | Réka Luca Jani         | 3:6, 6:2, 2:6    |
| Zwyciężczyni | 7.  | 11/08/2019 | Las Palmas     | 25 000+H | Ceglana | Leonie Küng            | 6:1, 6:0         |
| Zwyciężczyni | 8.  | 08/03/2020 | Antalya        | 25 000   | Ceglana | Dalma Gálfi            | 6:4, 6:3         |
| Zwyciężczyni | 9.  | 08/11/2020 | Charleston     | 100 000  | Ceglana | Katarzyna Kawa         | 6:2, 6:3         |
| Finalistka   | 7.  | 22/11/2020 | Las Palmas     | 25 000   | Ceglana | Kaia Kanepi            | 3:6, 2:6         |
| Finalistka   | 8.  | 04/07/2021 | Montpellier    | 60 000   | Ceglana | Anhelina Kalinina      | 2:6, 3:6         |
| Finalistka   | 9.  | 15/08/2021 | San Bartolomé  | 60 000   | Ceglana | Arantxa Rus            | 4:6, 2:6         |
| Zwyciężczyni | 10. | 20/04/2025 | Madryt         | 100 000  | Ceglana | Renata Zarazúa         | 6:3, 6:4         |

### Gra podwójna 13 (6–7)
| Rezultat     |    | Data       | Turniej        | ($)     | Naw.    | Partnerka         | Przeciwniczki                               | Wynik             |
| Finalistka   | 1. | 19/01/2013 | Szarm el-Szejk | 10 000  | Twarda  | Valeria Podda     | Jekatierina Jaszyna Eugenija Paszkowa       | 6:3, 2:6, 3–10    |
| Finalistka   | 2. | 30/06/2013 | Melilla        | 10 000  | Twarda  | Vanda Lukács      | Lucia Cervera-Vasquez Pilar Dominguez-Lopez | 3:6, 4:6          |
| Zwyciężczyni | 1. | 21/07/2013 | Szarm el-Szejk | 10 000  | Twarda  | Lynn Kiro         | Alina Michiejewa Anna Morgina               | 6:3, 6:2          |
| Zwyciężczyni | 2. | 28/07/2013 | Szarm el-Szejk | 10 000  | Twarda  | Zuzana Zlochová   | Sowjanya Bavisetti Rishika Sunkara          | 7:5, 6:3          |
| Finalistka   | 3. | 05/04/2014 | Szarm el-Szejk | 10 000  | Twarda  | Ola Abou Zekry    | Jana Fett Ołeksandra Koraszwili             | 4:6, 5:7          |
| Zwyciężczyni | 3. | 22/07/2017 | Szarm el-Szejk | 15 000  | Twarda  | Rutuja Bhosale    | Chen Pei-hsuan Wu Fang-hsien                | 3:6, 6:3, 10–5    |
| Finalistka   | 4. | 27/04/2019 | Kair           | 15 000  | Ceglana | Rana Sherif Ahmed | Despina Papamichail Simona Waltert          | 3:6, 2:6          |
| Zwyciężczyni | 4. | 01/06/2019 | Tabarka        | 15 000  | Ceglana | Alica Rusová      | Lena Lutzeier Nina Stadler                  | 6:4, 4:6, 10–4    |
| Finalistka   | 5. | 13/07/2019 | Turyn          | 25 000  | Ceglana | Melanie Stokke    | Chihiro Muramatsu Yūki Naitō                | 0:6, 2:6          |
| Zwyciężczyni | 5. | 20/07/2019 | Baja           | 25 000  | Ceglana | Melanie Klaffner  | Réka Luca Jani Lara Salden                  | 6:2, 4:6, 10–8    |
| Finalistka   | 6. | 15/02/2020 | Kair           | 100 000 | Twarda  | Arantxa Rus       | Aleksandra Krunić Katarzyna Piter           | 4:6, 2:6          |
| Zwyciężczyni | 6. | 07/03/2020 | Antalya        | 25 000  | Ceglana | Réka Luca Jani    | Melis Sezer İpek Öz                         | 6:7(8), 6:1, 10–3 |
| Finalistka   | 7. | 07/11/2020 | Charleston     | 100 000 | Ceglana | Astra Sharma      | Magdalena Fręch Katarzyna Kawa              | 6:4, 4:6, 2–10    |

## Zwycięstwa nad zawodniczkami klasyfikowanymi w danym momencie w TOP 10 rankingu WTA
Stan na 19.05.2025
| Sezon      | 2022 | 2023 | 2024 | Łącznie |
| Zwycięstwa | 1    | 1    | 0    | 2       |

| #    | Zawodnik        | Ranking przeciwnika | Turniej           | Nawierzchnia | Runda | Wynik       |
| ---- | --------------- | ------------------- | ----------------- | ------------ | ----- | ----------- |
| 2022 |                 |                     |                   |              |       |             |
| 1.   | Maria Sakari    | Nr 7                | Parma, Włochy     | Ceglana      | F     | 7:5, 6:3    |
| 2023 |                 |                     |                   |              |       |             |
| 2.   | Caroline Garcia | Nr 5                | Madryt, Hiszpania | Ceglana      | 3R    | 7:6(2), 6:3 |

## Występy w igrzyskach olimpijskich

### Gra pojedyncza
| Runda                                                                        | Przeciwniczka                   | Wynik         |
| ---------------------------------------------------------------------------- | ------------------------------- | ------------- |
|                                                                              |                                 |               |
| Letnie Igrzyska Olimpijskie w Paryżu 2024, reprezentując państwo Egipt [ITF] |                                 |               |
| I runda                                                                      | Dania: Caroline Wozniacki [ITF] | 6:2, 5:7, 1:6 |